# Ceremonia zamknięcia Zimowych Igrzysk Olimpijskich 2010

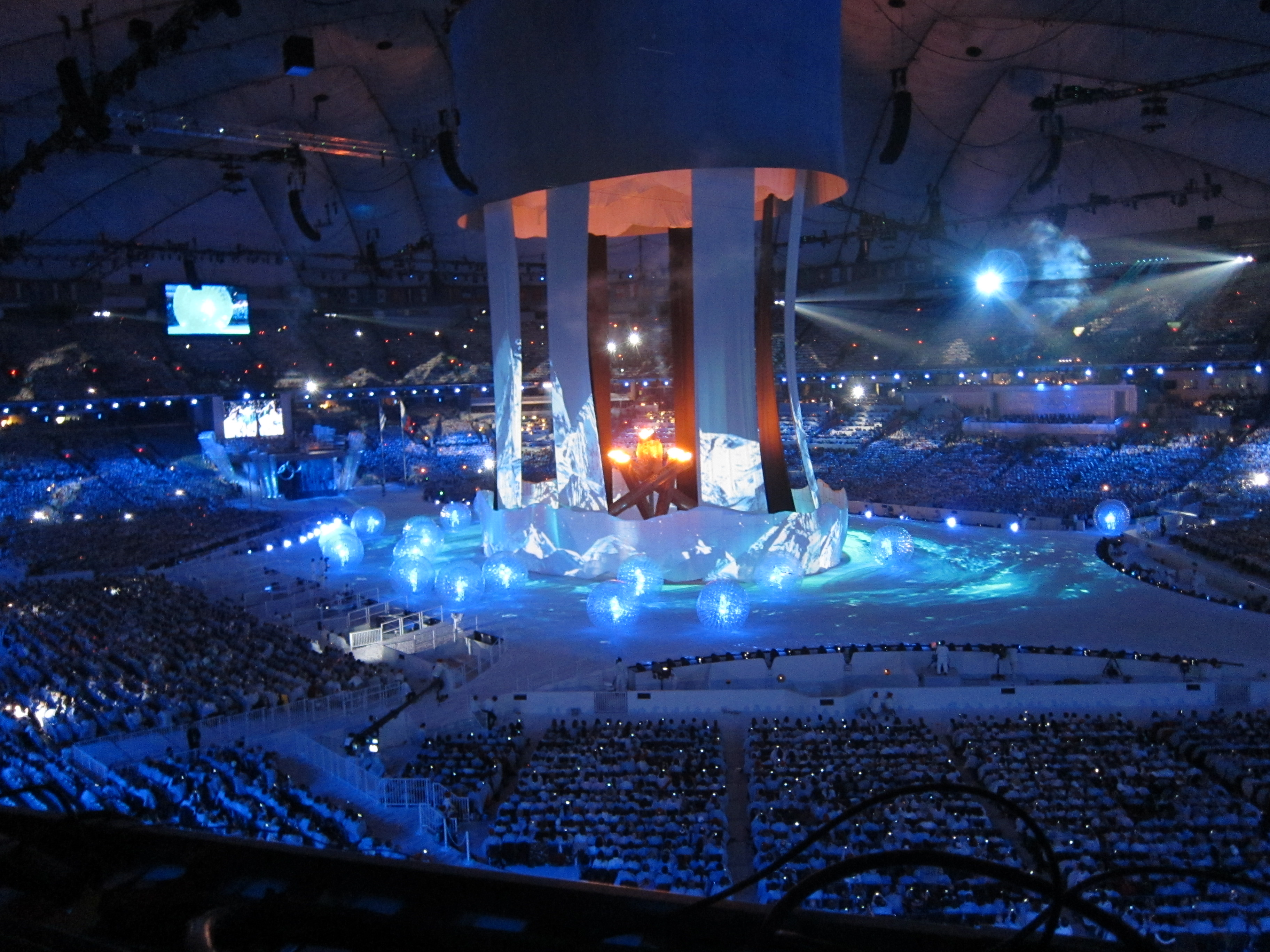
Ceremonia zamknięcia Zimowych Igrzysk Olimpijskich 2010

Ceremonia zamknięcia Zimowych Igrzysk Olimpijskich 2010 rozpoczęła się 28 lutego 2010 roku w hali BC Place Stadium w Vancouver. Jej reżyserem, podobnie jak ceremonii otwarcia, był David Atkins, a głównym choreografem Jean Grand-Maitre. W programie artystycznym wzięło udział około 1000 artystów-wolontariuszy ze wszystkich 86 krajów uczestniczących w igrzyskach. Podczas ceremonii zamknięcia wręczono także medale najlepszym biegaczom narciarskim w rywalizacji na 50 km mężczyzn. Zimowe Igrzyska Olimpijskie 2010 zostały zakończone zgaszeniem znicza olimpijskiego i przekazaniem przez przewodniczącego MKOl-u Jacques'a Rogge'a i burmistrza Vancouver Gregora Robertsona flagi olimpijskiej w ręce burmistrza Soczi Anatolija Pachomowa.